# مات ديلون (طاهي)
مات ديلون (بالإنجليزية: Matt Dillon)‏ هو طاهي أمريكي، ولد في 1973 في سان بيرناردينو في الولايات المتحدة.